# Processo de Cox
Em teoria das probabilidades, um processo de Cox, também conhecido como processo de Poisson duplamente estocástico ou processo de Poisson misto, é um processo estocástico que é uma generalização de um processo de Poisson em que a intensidade dependente do tempo {\displaystyle \lambda (t)} é ela própria um processo estocástico. O processo recebe este nome em homenagem ao estatístico britânico David Cox, que publicou sobre o processo pela primeira vez em 1955.
Processos de Cox são usados para gerar simulações de sequências de potenciais de ação gerados por um neurônio e também em matemática financeira, na qual produzem "um quadro de trabalho muito útil para modelagem de preços de instrumentos financeiros em que o risco de crédito é um fator significante."